# Altınordu Futbol Kulübü
O Altınordu Futbol Kulübü (mais conhecido como Altınordu) é um clube de futebol turco com sede na cidade de Esmirna, capital da província homônima, fundado em 26 de dezembro de 1923. Atualmente disputa a Segunda Divisão Turca.
Suas cores oficiais são o azul marinho e o vermelho. Desde 2021 manda seus jogos oficiais no Estádio Mustafa Denizli de Alsancak, com capacidade máxima para 15 358 espectadores.

## História
Fundado em 26 de dezembro de 1923 como resultado de uma dissidência interna de outro clube local, o Altayspor, foi originalmente denominado Altınordu Spor Kulübü, adotando sua atual denominação somente em 2012 após ser adquirido por Seyit Mehmet Özkan, empresário local e atual presidente do clube, que converteu-o em sociedade anônima com atividades voltadas somente ao futebol, sendo considerado uma referência no país na formação de novos atletas.

## Títulos

### Era amadora
- Campeonato Turco de Futebol Amador (3): 1927, 1932 e 1935
- Liga de Futebol de Esmirna (6): 1926–27, 1931–32, 1934–35, 1935–36, 1939–40 e 1944–45

### Era profissional
- Segunda Divisão Turca (1): 1965–66
- Terceira Divisão Turca (1): 2013–14
- Quarta Divisão Turca (1): 2014–15

#### Campanha de destaque
- Vencedor dos Playoffs da Quarta Divisão Turca (1): 2010–11